# Erwin Rösener
Erwin Friedrich Karl Rösener (Schwerte, 2 de febrero de 1903-Liubliana, 4 de septiembre de 1946) fue un oficial nazi, Obergruppenführer de las Waffen-SS. Durante la Segunda Guerra Mundial, fue responsable de las ejecuciones masivas de civiles en Eslovenia. Rösener fue juzgado por crímenes de guerra y condenado a muerte el 30 de agosto de 1946, luego ejecutado en la horca el 4 de septiembre de 1946 en Liubliana. Fue incluido póstumamente en la acusación en los Juicios de Nuremberg por crímenes de guerra.

## Biografía
Nació el 2 de febrero de 1903 en Schwerte. Se encargó después de la capitulación de Italia en septiembre de 1943 de supervisar la administración de la provincia de Liubliana, recientemente ocupada militarmente por Alemania, además de combatir al Frente de Liberación Yugoslavo. También fue jefe de policía en Alpenland.
Fue el mando supremo ante el que respondían los domobranci, la milicia antipartisana eslovena activa en la zona.
Con el final de la Segunda Guerra Mundial huyó a Austria; devuelto a Liubliana por los británicos, fue sometido a un juicio multitudinario ante un tribunal militar junto a otros procesados como el obispo de Liubliana Gregorij Rožman y condenado a la horca; fue ejecutado el 4 de septiembre de 1946 en Liubliana.

## Carrera militar
- SS-Obergruppenführer y general en las Waffen-SS y la policía : 1 de agosto de 1944
- SS-Gruppenführer y Generalleutnant en la policía: 9 de noviembre de 1941
- Mayor general en la policía: 15 de abril de 1941
- SS-Brigadeführer : 24 de enero de 1940 - 9 de noviembre de 1939
- SS-Oberführer : 13 de septiembre de 1936
- Standartenführer de las SS : 12 de mayo de 1934
- SS-Obersturmbannführer : 9 de noviembre de 1933
- Sturmbannführer de las SS : 30 de enero de 1933
- SS-Sturmhauptführer : 21 de diciembre de 1931
- SS-Sturmführer : 18 de febrero de 1931
- SS-Oberscharführer : 4 de noviembre de 1930
- SS-Truppführer : 4 de noviembre de 1930 - 6 de noviembre de 1930

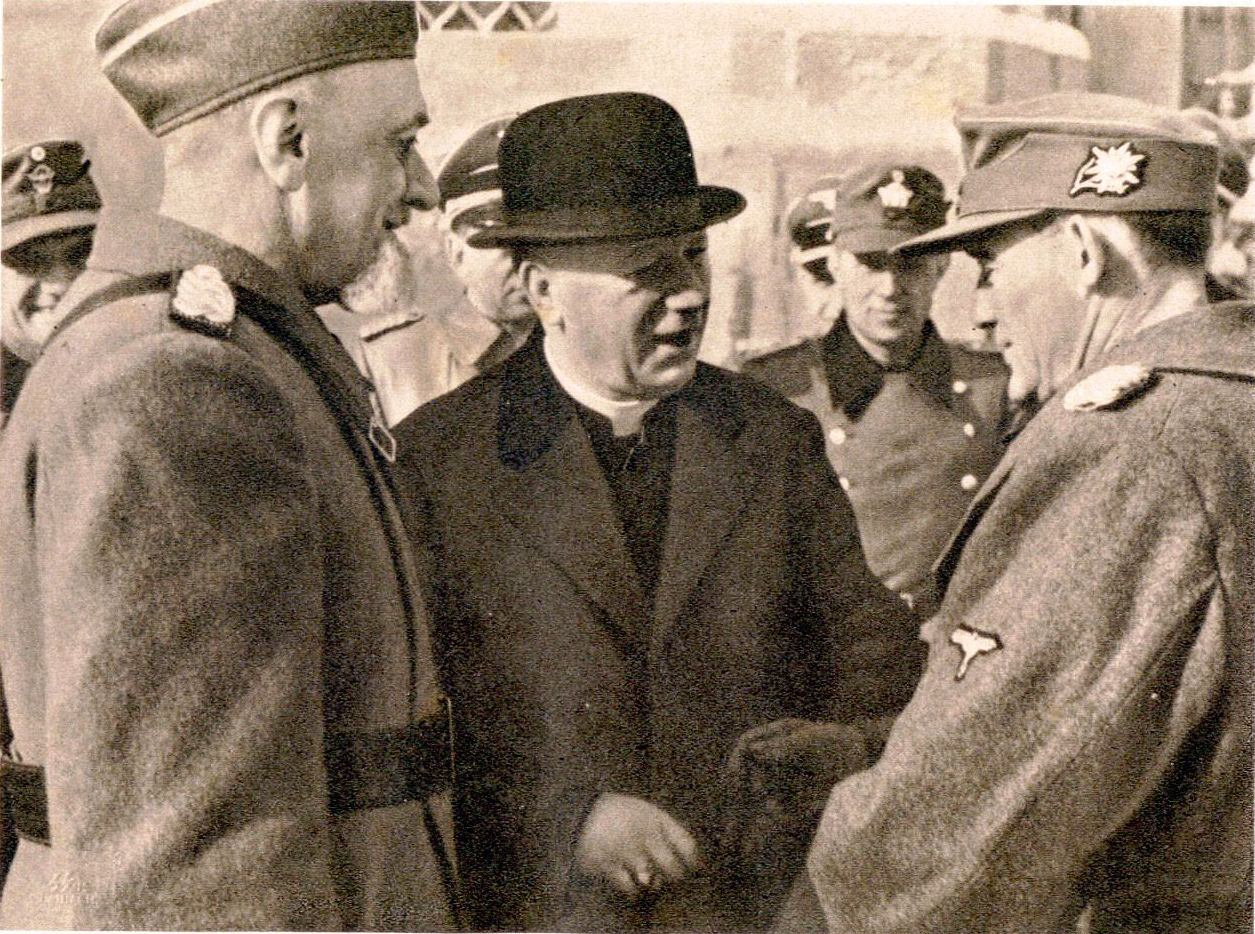
Fotografiado junto a Leon Rupnik y Gregorij Rožman (c. 1944-1945).

- SS Mann : 4 de octubre de 1930
- Sturmführer SA : 1929
- SA Mann : 6 de noviembre de 1926